# Andrena jugorum
Andrena jugorum är en biart som beskrevs av Morawitz 1877. Andrena jugorum ingår i släktet sandbin, och familjen grävbin. Inga underarter finns listade i Catalogue of Life.